# Pukanec
Pukanec é um município da Eslováquia, situado no distrito de Levice, na região de Nitra. Tem 26,2 km² de área e sua população em 2018 foi estimada em 1.850 habitantes.

## Demografia
| Ano:        | 1994 | 2004   | 2014   | 2024   |
| ----------- | ---- | ------ | ------ | ------ |
| Broj ljudi: | 2178 | 2067   | 1925   | 1742   |
| Razlika:    |      | -5,09% | -6,86% | -9,50% |

| Ano:               | 2023 | 2024   |
| ------------------ | ---- | ------ |
| Número de pessoas: | 1765 | 1742   |
| Diferença:         |      | -1,30% |